# Pallan Bolon
Pallan Bolon är ett vattendrag i Gambia.   Det ligger i regionen Central River Division, i den östra delen av landet. Pallan Bolon mynnar i Gambiafloden.